# Julmust

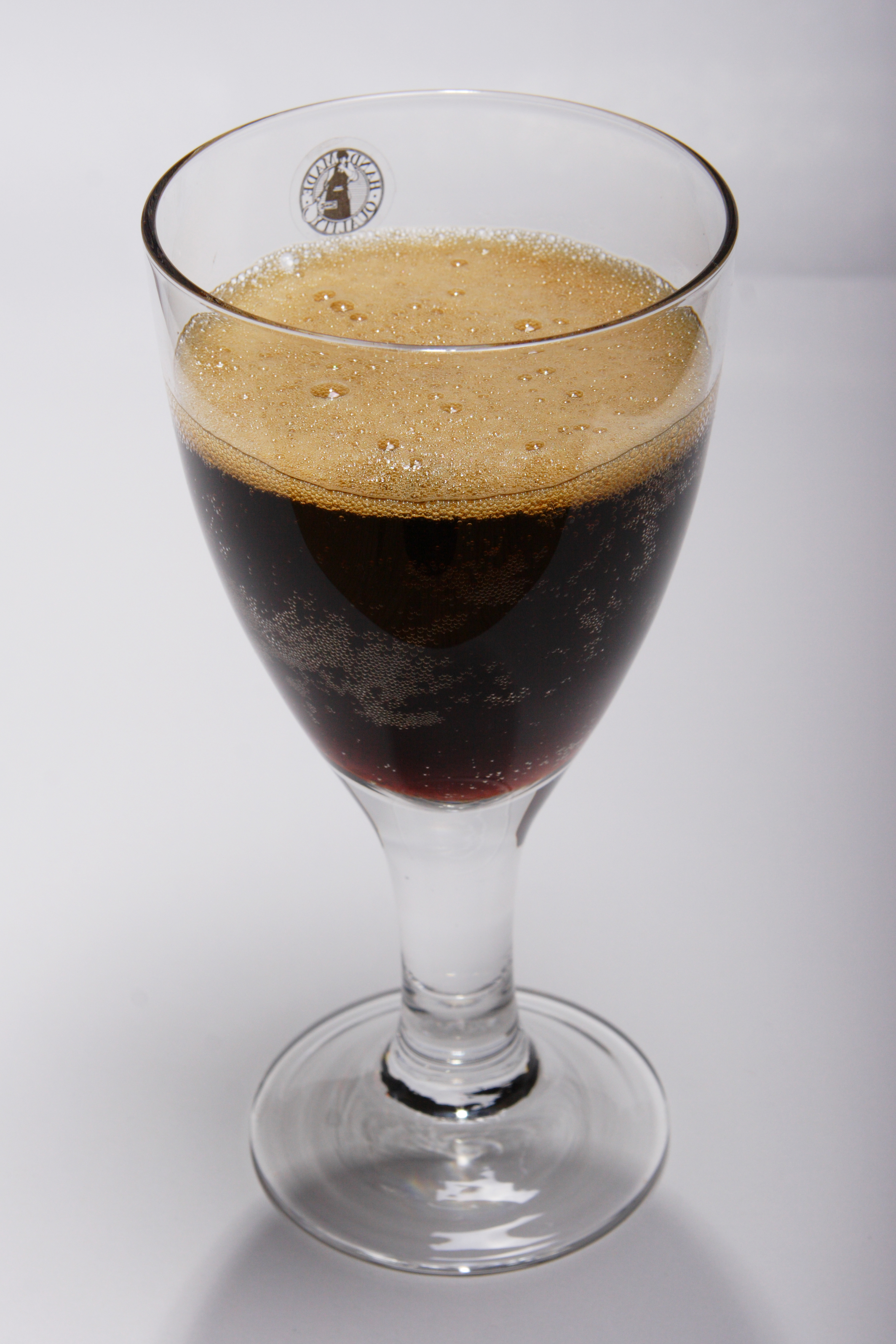
Um copo de julmust.

O julmust é uma bebida ligeira não alcoólica tradicional da Suécia na época do Natal.

É uma bebida escura e gaseificada, confecionada com extrato de malte e de lúpulo, originalmente concebida para substituir a cerveja.

A receita original é secreta, e foi inventada por Harry Roberts e seu pai Robert Roberts em 1910.